# Абуджа
Абу́джа (англ. Abuja) — столиця Нігерії (з 1982 року, міжнародне визнання — з 1992 року), населення понад 1 693 400 жителів (2022 рік). Населення швидко зростає, станом на 2016 рік агломерація складає 6 млн осіб. Місто із 2000 року зростало найшвидшими темпами на Землі, збільшуючись на 35 % щороку (станом на 2015). Цьому також сприяє перенаселенність іншого великого міста Нігерії — Лагос і швидке зростання населення країни зокрема (1-ше місце за кількістю населення в Африці).
Названа на честь засновника — Абу Джа, правителя XIX ст. Таку ж назву носила і його держава.
Місто побудоване у вигляді напівмісяця за проектом японського архітектора Кензо Танґе. Будівництво було розпочато в 1976 році, після прийняття рішення урядом країни про перенесення столиці з Лаґоса.
Абуджа розташована за 480 км на північний схід від колишньої столиці. Рішення про перенесення столиці з Лагоса в Абуджу прийнято в 1976 році. Після п'ятнадцяти років планування і реконструкції це рішення було втілене в життя.
Абуджа лежить у мальовничій степовій долині в центральній частині Нігерії. Цей район відносно слабко розвинений і етнічно нейтральний. Вибираючи місце для нової столиці, влада прагнула створити місто, у якому не домінувала б жодна етнічна, соціальна або релігійна група.
Спочатку місто планувалось під населення близько 25 тис. осіб і було розділене на дві зони. У центральному районі розташовані Національна асамблея, мерія, національні культурні інститути та інші державні установи. У другій зоні — житло, магазини й інша сервісна інфраструктура. Абуджа має аеропорт, а швидкісні магістралі з'єднують федеральну столицю з адміністративними центрами інших штатів. Високовольтні лінії електропередач передають електрику в місто від греблі Широро на річці Нігер, за 75 км на північний захід від Абуджі.

## Історія
Абуджа заснував у 1828 році Абу Джа, брат і наступник правителя держави Зарія хаусанської династії. Спочатку це був укріплений табір, з часом перетворився на місто, назване за ім'ям засновника. У 1975 році прийнято рішення про перенесення у це місто столиці держави із Лагоса. Істотнім стимулом до розвитку Абуджі став демографічний вибух у Лагосі, який призвів до перенаселеності і погіршення житлових умов.
Проєктував нову столицю японський архітектор Кендзо Танге. Будівництво розпочалося в 1980 році. Абуджа стала діючою столицею у грудні 1991 року, після завершення перших трьох етапів будівництва, що включали перевід ключових урядових установ. Останній, дев'ятий, етап має завершитися в 2020 році. На реалізацію перших трьох етапів влада Нігерії витратила близько $4,8 млрд, при цьому будівництво супроводжувалося корупцією, породивши евфемізм «підряди Абуджі».

## Адміністративний поділ
Місто поділено на шість районів. У Центральному розташована резиденція президента.

## Населення
- 1987 — 120 000 жителів
- 1991 — 378 700 жителів
- 2006 — 778 567 жителів
- 2014 — 3 млн жителів

## Економіка
Абуджа пов'язана автошляхами із більшістю районів країни. Діє міжнародний аеропорт. Великої промисловості в місті немає; є смакохарчові підприємства, а також підприємства роздрібної торгівлі і сфери послуг.

## Освіта
У місті діють університет (заснований у 1988 році), Нігерійський дорожньо-будівельний інститут, Національний інститут фармацевтичних досліджень.

## Клімат
Абуджа знаходиться в зоні саванного клімату (Aw за класифікацією кліматів Кеппена), який має три сезона — теплий і вологий сезон дощів, жаркий сухий сезон і період харматану, північно-східного пасату, що приносить сухість і курну імлу. Сезон дощів починається у квітні і закінчується в жовтні, температура вдень досягає 28 °C—30 °C, а вночі — 22 °C—23 °C. У сухий сезон температура може підвищиться до 40 °C вдень, і опуститися до 12 °C вночі. Абуджа знаходиться на висоті 360 м над рівнем моря і має більш прохолодний клімат і меншу вологість, ніж Лагос.
| Клімат Абуджі                                                                      | Клімат Абуджі | Клімат Абуджі | Клімат Абуджі | Клімат Абуджі | Клімат Абуджі | Клімат Абуджі | Клімат Абуджі | Клімат Абуджі | Клімат Абуджі | Клімат Абуджі | Клімат Абуджі | Клімат Абуджі | Клімат Абуджі |
| Показник                                                                           | Січ.          | Лют.          | Бер.          | Квіт.         | Трав.         | Черв.         | Лип.          | Серп.         | Вер.          | Жовт.         | Лист.         | Груд.         | Рік           |
| Середній максимум, °C                                                              | 34,7          | 36,8          | 36,9          | 35,6          | 32,7          | 30,6          | 29,1          | 28,9          | 30,0          | 32,0          | 34,4          | 34,6          | 33,03         |
| Середня температура, °C                                                            | 27,6          | 31,1          | 30,6          | 30,2          | 26,1          | 24,5          | 26,5          | 23,3          | 23,8          | 26,7          | 25,0          | 25,1          | 26,6          |
| Середній мінімум, °C                                                               | 20,4          | 25,5          | 24,3          | 24,7          | 19,5          | 18,3          | 21,9          | 17,7          | 17,5          | 21,4          | 15,7          | 15,5          | 20,2          |
| Норма опадів, мм                                                                   | 1.7           | 5.4           | 11.3          | 62.8          | 134.1         | 164.2         | 217.5         | 262.7         | 253.4         | 103.2         | 3.7           | 1.2           | 1221.2        |
| Днів з опадами                                                                     | 0,1           | 0,2           | 1,3           | 4,2           | 9,4           | 12,3          | 14,0          | 16,2          | 15,9          | 8,0           | 0,3           | 0,1           | 82            |
| ---------------------------------------------------------------------------------- | ------------- | ------------- | ------------- | ------------- | ------------- | ------------- | ------------- | ------------- | ------------- | ------------- | ------------- | ------------- | ------------- |
| Джерело: World Weather Information Service-Abuja World Meteorological Organization |               |               |               |               |               |               |               |               |               |               |               |               |               |

## Галерея

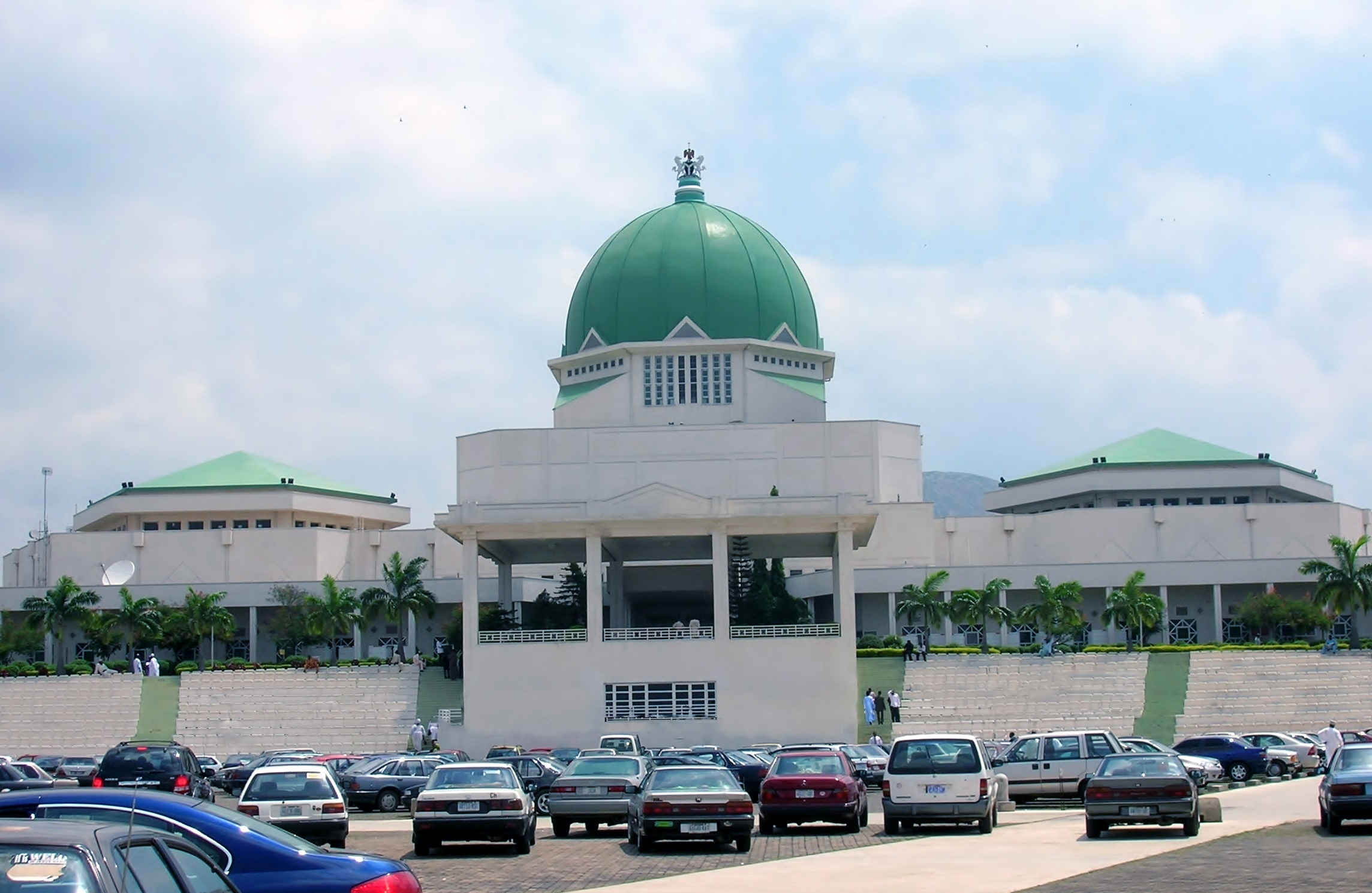
Національна асамблея Нігерії
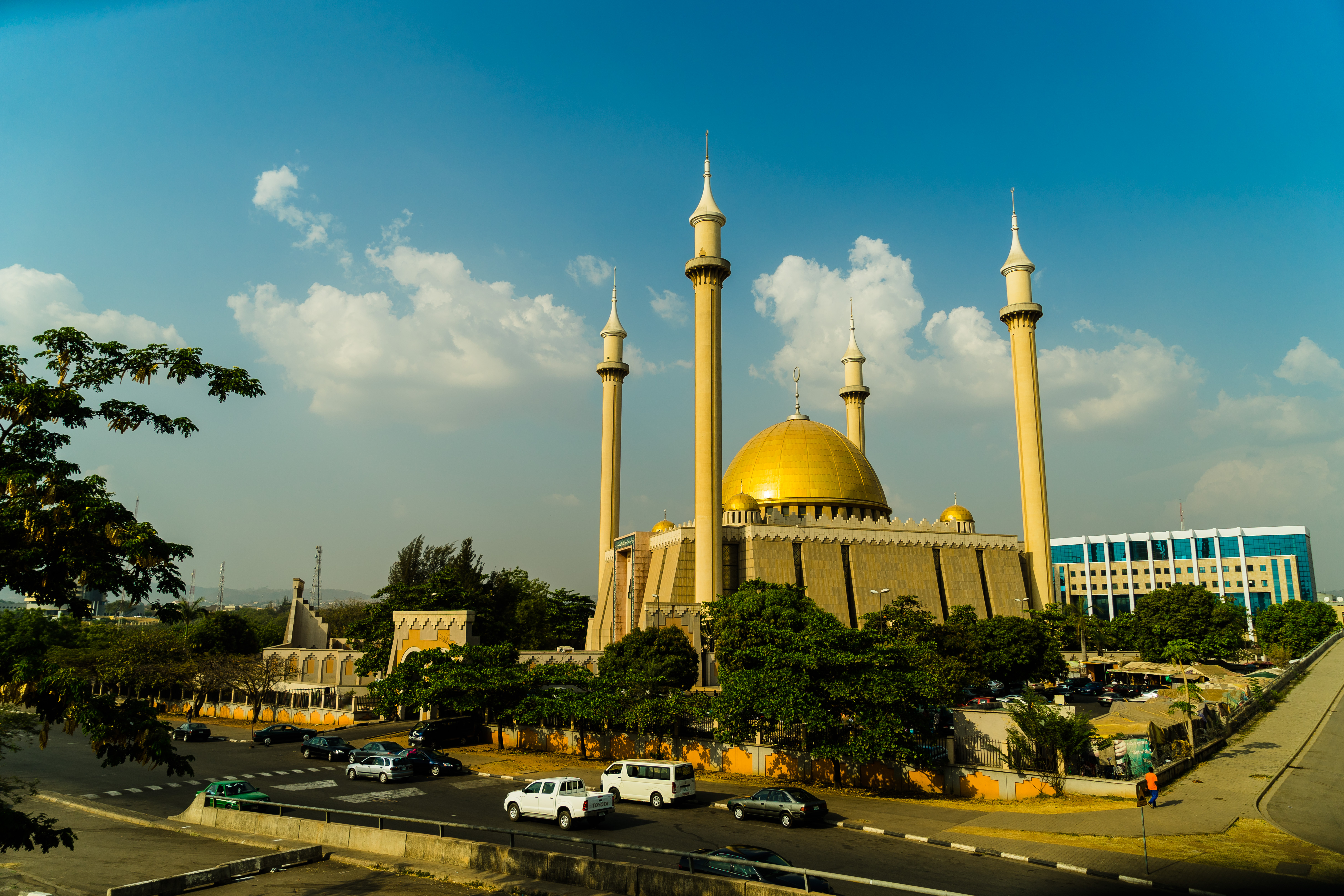
Національна мечеть
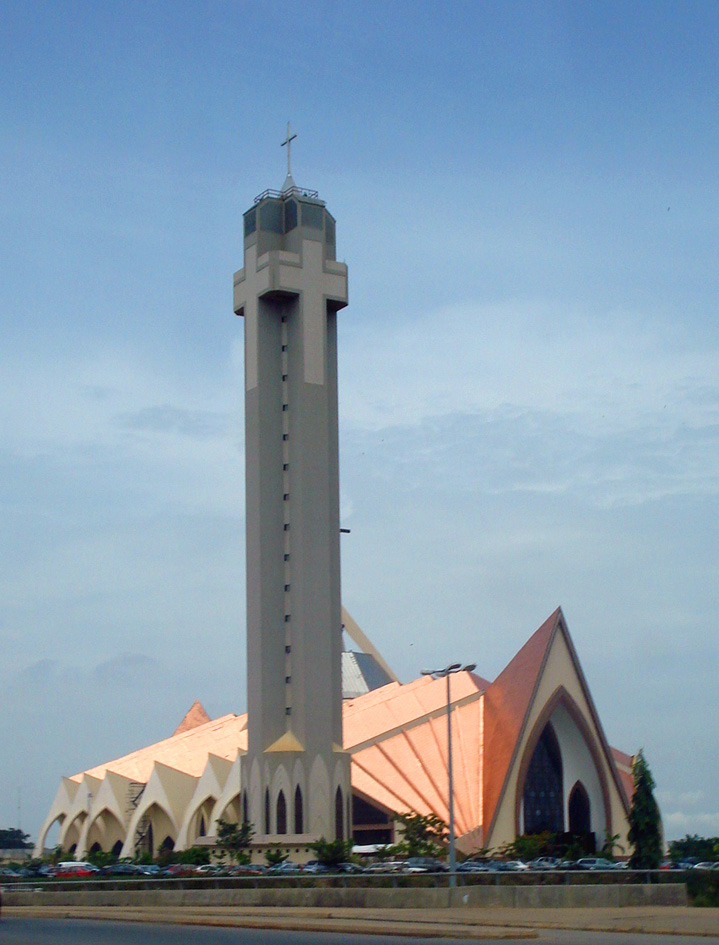
Національний християнський центр
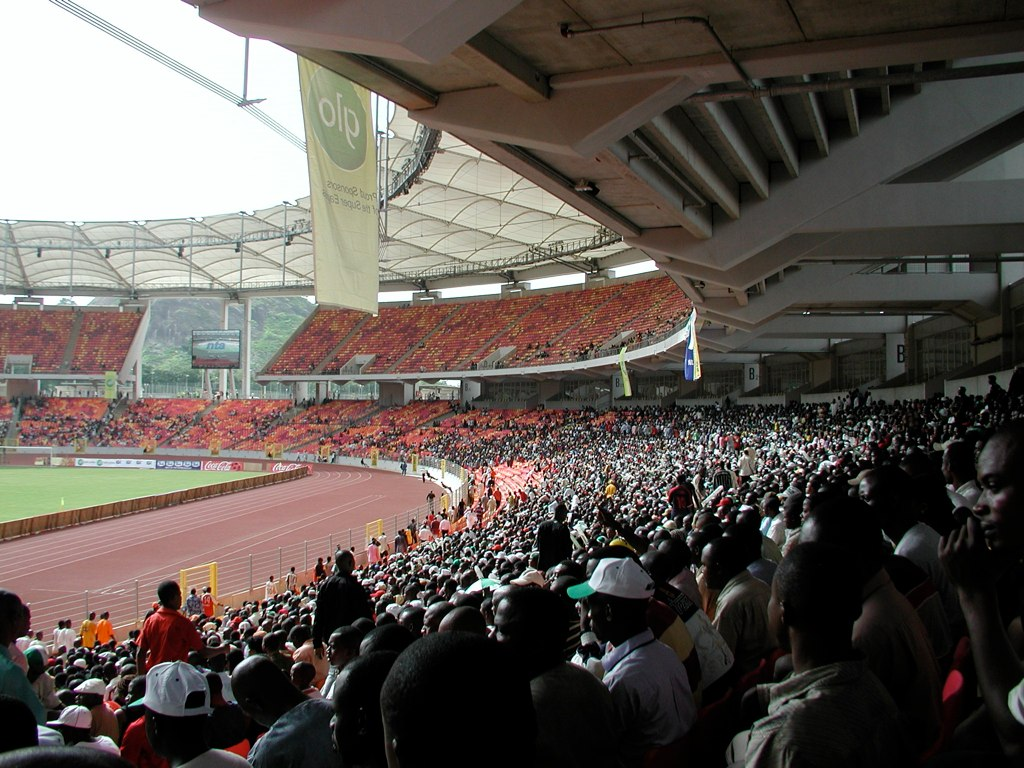
Національний стадіон
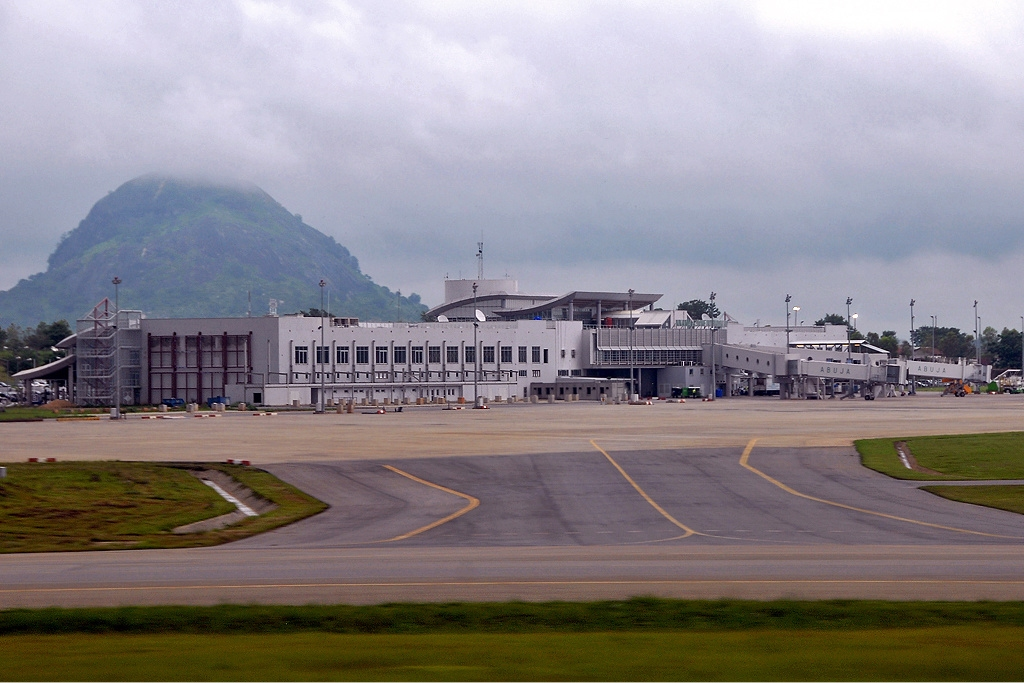
Аеропорт Ннамді Азіківе
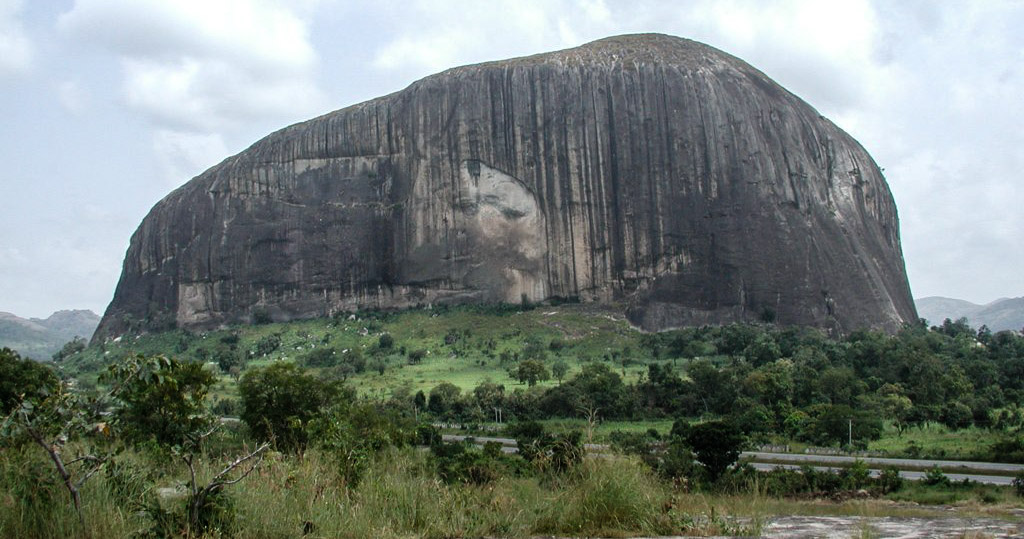
Гора Зума
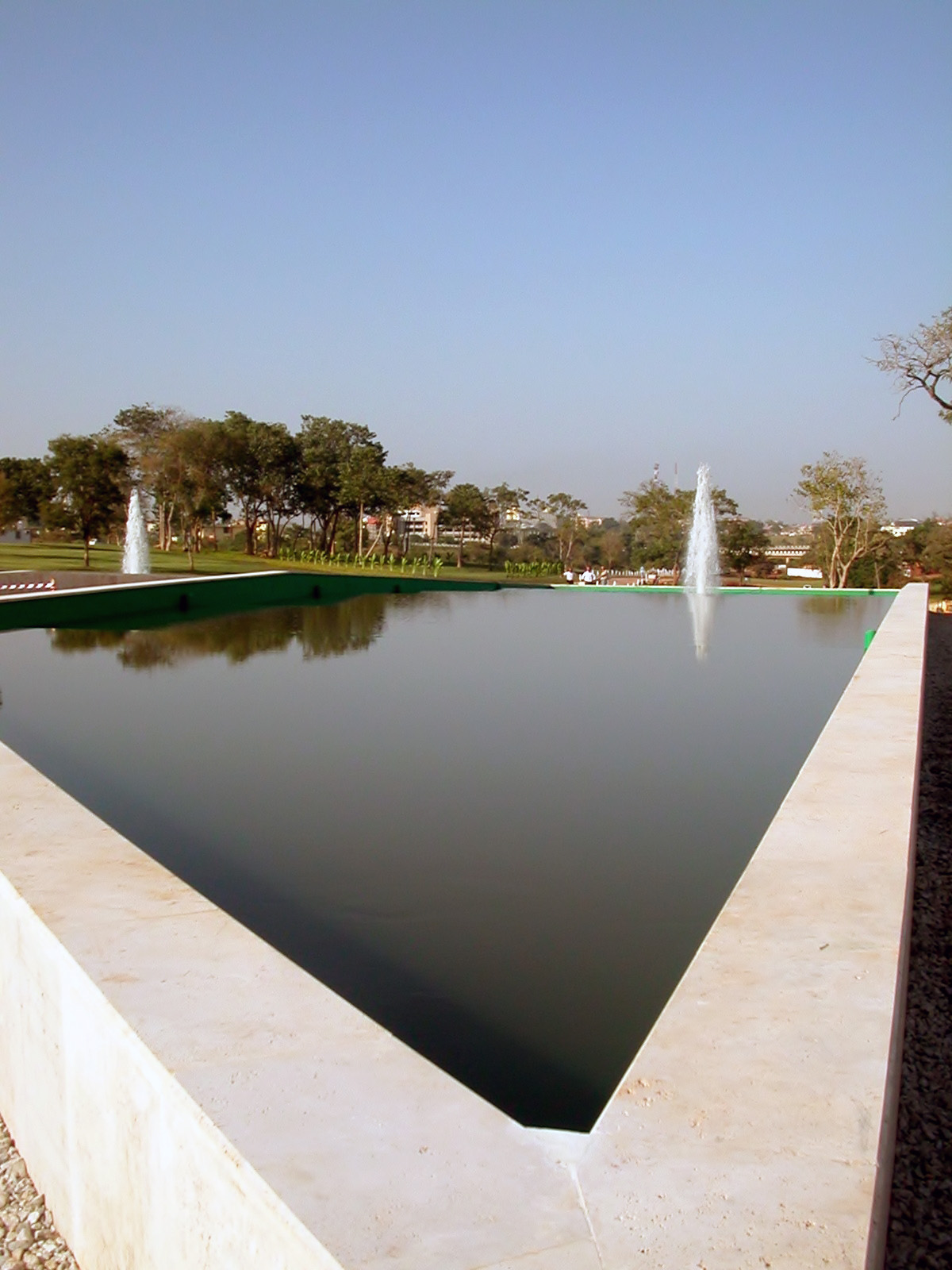
Парк Мілленіум